# Конкурс молодых музыкантов «Евровидение-1994»
Евровидение для молодых музыкантов 1994 (англ. Eurovision Young Musicians 1994) — седьмой конкурс молодых музыкантов «Евровидение», который прошёл в Польше в 1994 году. Финал конкурса состоялся 14 июня 1994 года на сцене Национальной филармонии Варшавы. Победу на конкурсе одержала участница из Великобритании виолончелистка Натали Клейн. Музыканты из Латвии и Швеции заняли второе и третье место соответственно.
Организаторами конкурса выступили Польское телевидение и Европейский вещательный союз. В конкурсе приняли участие молодые музыканты в возрасте до 19 лет из 24 стран Европы. На конкурсе вернулись Греция, Ирландия, Португалия, Франция, Швейцария и Швеция. Также состоялся дебют Венгрии, Германии, Латвии, Литвы, Македонии, России, Словении, Хорватии и Эстонии.

## Место проведения
Местом проведения конкурса была выбрана столица Польши — Варшава. Финал конкурса прошёл на сцене Национальной филармонии Варшавы. Филармония была открыта в 1901 году в здании, построенном по проекту архитектора Карла Козловского.
Здание было создано по образцу европейских концертных залов и оперных театров XIX века. Наибольшее сходство отмечается со зданием парижской Гранд Оперы, где также в декоре использованы элементы эклектики с влиянием необарокко – столь популярного стиля в Европе того периода. Скульптуры, украшающие фасад здания, были выполнены Владиславом Мазуром и Станиславом Левандовски. Официальное открытие филармонии состоялось 5 ноября 1901 года, где оркестр под управлением пианиста Игнация Яна Падеревского и Эмиля Млынарского исполнил программу, состоящую из произведений 
.
До начала войны оркестр филармонии стал известен на европейской музыкальной сцене, а с 1927 года оркестр стал аккомпанировать в финале международного музыкального конкурса пианистов имени Шопена.
Вторая мировая война прервала работу филармонии. В 1939 году она была сожжена во время осады Варшавы. В ходе Варшавского восстания в 1944 году здание было уничтожено в ходе военных бомбардировок.
Новое здание филармонии было построено в послевоенные годы под руководством архитекторов Евгения Шпарковского и Генри Бялобжески. Изысканный декор был утрачен, здание получило совершенно другой сдержанный облик. Новый концертный зал мог вместить 1072 зрителя. Открытие филармонии состоялось 21 февраля 1955 года, и было приурочено к юбилейному конкурсу пианистов. В этот же период филармонии было присвоено звание Национальной.

## Формат
К участию в конкурсе допускаются молодые музыканты в возрасте от 10 до 19 лет включительно, с учётом того, что в день проведения финала им не исполнится 20 лет. Причем участниками могут стать только соло-исполнители, не задействованные на профессиональной основе (то есть не получающие прибыли от выступлений). Музыкальный инструмент и программу участник выбирает по своему усмотрению.
Каждый из участников в полуфинале (также именуется предварительным раундом или отборочным туром) и финале исполняет выбранную им программу, состоящую из классических музыкальных произведений. Оценивает выступления конкурсантов профессиональное жюри, каждый член которого обязан присудить баллы от 1 до 10 каждому исполнителю. Из полуфинала по результатам голосования жюри в финал выходит 8 стран-участниц. В финале жюри объявляет тройку победителей.

### Оркестр
Участникам конкурса аккомпанировал Варшавский филармонический оркестр под руководством польского дирижёра Ежи Катлевича.

### Жюри
В состав профессионального жюри вошло 9 человек:
- Хенрик Гурецкий (Председатель)
- / Карол Дон-Рейнхарт
- Марк Гровелс
- Эмма Джонсон
- Альфредо Риккарди
- Ванда Вилкомирская
- Йорма Панула
- Франтишек Максиан
- Арье Дзерлятка

## Участники

### Исполнители, уже участвовавшие в конкурсе ранее

#### Выступавшие как полноценные музыканты
- Кипр: Манолис Неофиту (Евровидение для молодых музыкантов 1992 — не прошёл в финал)

### Полуфинал
| Страна             | Представитель            | Инструмент | Произведение (композитор)                                             | Результат |
| ------------------ | ------------------------ | ---------- | --------------------------------------------------------------------- | --------- |
| Австрия            | Бернард Хуфнэгл          | Тромбон    | Sonatine for trombone and piano. Allegro vivance (Казимеж Сероцкий)   | —         |
| Бельгия            | Дэвид Коэн               | Виолончель | Cantillene-jeu (Поль-Бодуэн Мишель)                                   | —         |
| Великобритания     | Натали Клейн             | Виолончель | Cello Concerto in E minor, op. 85, part I (Эдуард Элгар)              | Финалист  |
| Венгрия            | Марк Фараго              | Фортепиано | Dance Macabre (Ференц Лист)                                           | Финалист  |
| Германия           | Луиза Видеманн           | Фагот      | Sonate in F-major op.168, 2nd part (Камиль Сен-Санс)                  | —         |
| Греция             | Антониос Соусамоглу      | Скрипка    | Monogramma for violin solo (Кристос Самарас)</small                   | —         |
| Дания              | Фредерик Магле           | Орган      | Concerto for Organ and Orchestra in G minor, part II (Франсис Пуленк) | Финалист  |
| Ирландия           | Фингин Коллинз           | Фортепиано | Prelude in C-sharp minor op.45 (Фредерик Шопен)                       | —         |
| Испания            | Долорес Родригес Паредес | Гитара     | Estudio No.11 (Эйтор Вила-Лобос)                                      | —         |
| Кипр               | Манолис Неофиту          | Фортепиано | Prelude and Fugue op. 87 No.5 in D (Дмитрий Шостакович)               | —         |
| Латвия             | Лиене Цирцене            | Фортепиано | Dance Macabre (Ференц Лист)                                           | Финалист  |
| Литва              | Вильхялмас Цяпинскис     | Скрипка    | Concerto No.2 part 1 (Эдуардас Бальсис)                               | —         |
| Северная Македония | Калина Мрмевска          | Фортепиано | Sonata op.28 No. 3 (Сергей Прокофьев)                                 | —         |
| Норвегия           | Рольф-Эрик Нистрём       | Саксофон   | Suite pour saxophone alto et piano, part I (Поль Бонне)               | —         |
| Польша             | Лукаш Сцирнер            | Виолончель | Danse du diable vert (Гаспар Касадо)                                  | —         |
| Португалия         | Рубен Да Луз Сантос      | Тромбон    | Bach (Курт Штурценеггер)                                              | —         |
| Россия             | Анна Айрапетянц          | Фортепиано | Ala Albeniz (Родион Щедрин)                                           | —         |
| Словения           | Мате Бекавач             | Кларнет    | Solo de concours op. 10 (Анри Рабо)                                   | —         |
| Финляндия          | Пиа Тойвио               | Виолончель | Roccoco Variations op. 33 part II, VI, VII (Пётр Ильич Чайковский)    | Финалист  |
| Франция            | Николя Делькло           | Скрипка    | Monologue Capriccio de la Vie d'artista (Борис Петров)                | —         |
| Хорватия           | Анна Видович             | Гитара     | Serenata española (Хоакин Малатс)                                     | —         |
| Швейцария          | Дэвид Брачез             | Тромбон    | Ballade for Trombone and Orchestra (Франк Мартен)                     | Финалист  |
| Швеция             | Малин Броман             | Скрипка    | Violin Concerto in A minor op.53, part III (Антонин Дворжак)          | Финалист  |
| Эстония            | Марко Мартин             | Фортепиано | Concerto in C minor, no.1 op. 35, part III, IV (Дмитрий Шостакович)   | Финалист  |

### Финал
| № | Страна         | Участник       | Инструмент | Произведение (Композитор)                                             | Результат    |
| - | -------------- | -------------- | ---------- | --------------------------------------------------------------------- | ------------ |
| 1 | Венгрия        | Марк Фараго    | Фортепиано | Dance Macabre (Ференц Лист)                                           | —            |
| 2 | Латвия         | Лиене Цирцене  | Фортепиано | Dance Macabre (Ференц Лист)                                           | Второе место |
| 3 | Швейцария      | Дэвид Брачез   | Тромбон    | Ballade for Trombone and Orchestra (Франк Мартен)                     | —            |
| 4 | Финляндия      | Пиа Тойвио     | Виолончель | Roccoco Variations op. 33 part II, VI, VII (Пётр Ильич Чайковский)    | —            |
| 5 | Эстония        | Марко Мартин   | Фортепиано | Concerto in C minor, no.1 op. 35, part III, IV (Дмитрий Шостакович)   | —            |
| 6 | Швеция         | Малин Броман   | Скрипка    | Violin Concerto in A minor op.53, part III (Антонин Дворжак)          | Третье место |
| 7 | Великобритания | Натали Клейн   | Виолончель | Cello Concerto in E minor, op. 85, part I (Эдуард Элгар)              | Победитель   |
| 8 | Дания          | Фредерик Магле | Орган      | Concerto for Organ and Orchestra in G minor, part II (Франсис Пуленк) | —            |